# Nowy Górnik
Nowy Górnik – dwutygodnik społeczno-zawodowy środowiska górniczego wydawany w Katowicach od 2010.
Pismo kierowane jest do pracowników górnictwa i kadry zarządzającej górnictwem węgla kamiennego, brunatnego i surowców mineralnych. Na łamach czasopisma, oprócz tematyki czysto zawodowej, poruszane są też tematy społeczne i ekonomiczne.